# Kanak Peak
Kanak Peak är en bergstopp i Antarktis. Den ligger i Östantarktis. Australien gör anspråk på området. Toppen på Kanak Peak är 2 410 meter över havet. Kanak Peak ingår i Conway Range.
Terrängen runt Kanak Peak är kuperad åt nordost, men åt sydväst är den platt. Trakten är obefolkad. Det finns inga samhällen i närheten.